# Amador Bendayán
Amador Jacobo Bendayán Bendayán (Villa de Cura, 11 de noviembre de 1920-Caracas, 4 de agosto de 1989), conocido como Amador Bendayán, fue un actor, comediante y presentador de televisión venezolano.

## Biografía y carrera

### Primeros años e inicios artísticos
Fue uno de los tres hijos del matrimonio de Moisés Bendayán-Chocron y Platy Bendayán, comerciantes judíos de origen marroquí que llegaron a Venezuela en 1919. Cuando tenía 8 años, su familia se mudó a Caracas, en donde estudió primaria en el "Instituto Bolívar".
Comenzó su carrera como locutor de humor en radio en 1937, con solo 18 años, pagando de su propio dinero los espacios de 15 minutos en los que participaba. Su suerte fue variable hasta 1939 en que comenzó su participación como humorista en el programa de talentos "Álbum Estelar" en la radioemisora caraqueña "La Voz de la Philco". Desde entonces, comenzó a ganar popularidad, conduciéndolo a su primera participación en el cine venezolano en la película Misión Atómica de 1947. También, mantuvo durante esta época el programa "Cada minuto una estrella" en la emisora radial caraqueña "Radio Continente" donde lo conoció quien sería luego su esposa, Carmen Guadalupe Cabrera, quien se casó con el artista aún siendo menor de edad.

### Figura de la radio y la televisión
Se mantuvo en el programa Álbum estelar de "La voz de la Philco" hasta 1949, cuando formó pareja con el actor cubano Abel Barrios para hacer el programa "El Bachiller y Bartolo" (1950-1959), aún recordado como el espacio humorístico de radio más popular en Venezuela en su época. Barrios, representaba a un culto bachiller (entonces considerado en Venezuela como un grado de prestigio) y Bendayán en su papel del molesto, pero incisivo Bartolo, obtuvo gran popularidad.
Los diálogos disparatados y ligeros de esta comedia desafiaban en ocasiones la paciencia del régimen militar de la época y de su colaboración interpretativa con Barrios nació una de las relaciones más populares de la historia de la comedia en Venezuela. El programa se transmitió hasta 1959, si bien simultáneamente Bendayán participaba en otro reconocido programa: "La Bodega de la esquina" (1954-1958) convirtiéndose en una de las voces más famosas del país. 
A partir de 1954, la popularidad de ambos programas es tal que Radio Caracas Televisión decide llevarlos a la pantalla chica con gran éxito, por lo que la imagen de Amador se hace una de las más populares de Venezuela.

### Amador en la gran pantalla
Su fama en radio lo llevó a protagonizar en 1951 dos películas en Venezuela; Yo quiero una mujer así y Seis meses de vida. El éxito en América de Yo y las mujeres (1959), se va  a México  para actuar junto a la gran actriz María Félix en el film Si yo fuera millonario (1962). Esta última película le da la oportunidad de protagonizar Napoleoncito (1964) también en México actúa en Escuela para solteras con grandes figuras del cine mexicano como el cantante y compositor José Alfredo Jiménez, los cantantes y actores Antonio y Luis Aguilar, Flor Silvestre y el "Rey del Bolero Ranchero" Javier Solís.
Continuó rodando en México y Venezuela películas hasta 1971 cuando produjo y protagonizó OK Cleopatra, film este en el que participan tanto figuras venezolanas como mexicanas y que, a la postre, sería su última película, ya decidido a dedicarse a la que reconocería como su mayor pasión: la televisión.

### Etapa como presentador televisivo
Si bien estuvo presente en la televisión venezolana desde 1954, sus compromisos cinematográficos en México lo alejaron de la misma. En la década de 1960, nuevamente en Venezuela, condujo una parodia de noticiero llamada The Amador News en Radio Caracas Televisión y protagonizó en 1968 la serie Mi Maestro en México, única serie que realiza en el exterior. 
Este mismo año, Radio Caracas Televisión a punto de perder la figura de Renny Ottolina, le ofrece conducir un programa de variedades de larga duración, al estilo de los que estaban de moda en ese momento en Suramérica, el cual se llamó "Sábado Espectacular". Bendayán permanece en este espacio, hasta 1971 cuando se retira del canal televisivo por razones personales, y es contratado por Venevisión bajo la promesa de obtener mejores ingresos, para conducir un nuevo programa llamado Sábado Sensacional desde 1972.
Es en este programa que Amador Bendayán se convierte en la personalidad más popular y reconocida de la televisión venezolana, solo superado por Renny Ottolina quien tuvo más influencia y prestigio en el medio hasta su muerte. En los años siguientes, Amador Bendayán condujo "Sábado Sensacional" casi ininterrumpidamente hasta su muerte en 1989 y el programa se mantuvo invariablemente en primer lugar de sintonía, solo superado por el hoy desaparecido espacio humorístico Radio Rochela.

### Últimos años
En los últimos años de su vida, su salud se vio afectada, en ocasiones, a consecuencia de la Diabetes mellitus, que le había sido diagnosticada años atrás, llevándolo incluso al quirófano. Su ritmo de trabajo y la práctica del hábito tabáquico, a escondidas de su esposa, le hacen ausentarse con frecuencia de su espacio. Su ausencia de "Sábado Sensacional" fue cubierta en algunas oportunidades por el presentador Gilberto Correa, el periodista y locutor Napoleón Bravo, la modelo, presentadora y actriz Miriam Ochoa y, en algunas ocasiones, la presentadora Carmen Victoria Pérez también participó en la emisión. Tras cada regreso, se le recibía con el emblemático eslogan de "Ánimo Amador", el cual se hace de uso continuo en el programa.
Finalmente, se ve forzado a retirarse durante una recaída de la que no se recuperaría. Mientras tanto, el público, ignorante de ese retiro forzado, continuó asistiendo o presenciando este show esperando el regreso del animador. La producción del programa hizo instalar en el escenario un rotafolio para que los artistas asistentes dejaran una firma y un mensaje deseando el regreso de Bendayán. 
En la clínica donde agonizaba no se permitieron más visitas que la de sus familiares y amigos cercanos, como Gilberto Correa y Ricardo Peña, productor de su show. A finales de julio de 1989, sintiéndose morir, llamó a Ricardo Peña para que tomase nota, imposibilitado como estaba de escribir, de su mensaje de despedida al público venezolano, falleciendo el viernes 4 de agosto de 1989. Fue el sábado 12 de agosto, cuando Gilberto Correa, en un programa de homenaje al presentador, leyó su última voluntad frente a un estudio sin público y con el telón cerrado en señal de luto. Sus restos fueron velados en la Fundación Casa del Artista. El cortejo fúnebre fue muy concurrido. Como Bendayán pertenecía a la religión judía, se le sepultó bajo sus ritos y costumbres, por lo que no se expuso su féretro.
En una oportunidad, Bendayán diría: "La verdad es que me resulta imposible describir el placer que se experimenta haciendo feliz a la gente, así sea por instantes, viéndola reír siento una sensación maravillosa, un deleite inexplicable que te hace sentir muy bien". Esta frase resume, en sí, la filosofía que impulsó a Bendayán en todos sus años de labor artística y que le hizo ganar el sitial de honor que aún después de muerto ocupa como uno de los pioneros del entretenimiento televisivo en Venezuela.
En sus últimos años fue uno de los pioneros de la defensa de los derechos de los artistas en Venezuela, llegando a ser el fundador y primer presidente de la Fundación Casa del Artista. Antes de morir, Bendayán nombra a la artista y amiga personal Mirla Castellanos, presidenta de la Fundación Casa del Artista, cargo que desempeñó durante 12 años.

## Filmografía
| Año       | Título                             | Nota               |
| --------- | ---------------------------------- | ------------------ |
| 1972-1988 | Sábado sensacional                 | Amador             |
| 1971      | Departamento de Soltero            |                    |
| 1970      | OK Cleopatra                       |                    |
| 1968      | El Reportero                       |                    |
| 1968      | Mi Maestro (Serie TV)              |                    |
| 1967      | El pícaro                          | Fortunato          |
| 1965      | Escuela para solteras              | Amador             |
| 1963      | Napoleoncito                       | Napoleón Benavides |
| 1962      | Si yo fuera millonario             | Hugolino Belindez  |
| 1959      | Yo y las mujeres                   |                    |
| 1950-1959 | La bodega de la esquina (Serie TV) |                    |
| 1951      | Seis meses de vida                 | Juancito           |
| 1950      | Yo quiero una mujer así            | Sócrates           |
| 1947      | Misión Atómica                     |                    |

## Honores
- En Caracas hay una plaza que se nombró como Plaza Amador Bendayán, y cerca hay un paseo llamado Bulevar Amador Bendayán que también fue nombrado en su honor. También lleva su nombre el teatro ubicado en la sede de la Casa del Artista.[15]